# إريك غود (مالك ملهى ليلي)
إريك غود (بالإنجليزية: Eric Goode)‏ هو مالك ملهى ليلي ‏ أمريكي، ولد في 1957 في رود آيلاند في الولايات المتحدة.

## وصلات خارجية
- إريك غود على موقع IMDb (الإنجليزية)